# Elecciones provinciales de Salta de 2007
Las elecciones generales de la Provincia de Salta se llevaron a cabo el día 28 de octubre de 2011. Se renovaron 50 cargos electorales: Gobernador y vicegobernador, 3 senadores nacionales, 4 diputados nacionales, 11 senadores provinciales y 30 diputados provinciales
El resultado estableció que Juan Manuel Urtubey (kirchnerista) fuera electo con el 46% de los votos.

## Renovación legislativa
| Departamento           | Cámara de Diputados | Cámara de Diputados | Cámara de Senadores | Cámara de Senadores |
| Departamento           | Diputados           | A renovar           | Senadores           | A renovar           |
| ---------------------- | ------------------- | ------------------- | ------------------- | ------------------- |
| Anta                   | 3                   | —                   | 1                   | 1                   |
| Cachi                  | 1                   | —                   | 1                   | —                   |
| Cafayate               | 1                   | —                   | 1                   | —                   |
| Capital                | 19                  | 9                   | 1                   | —                   |
| Cerrillos              | 2                   | 2                   | 1                   | 1                   |
| Chicoana               | 1                   | —                   | 1                   | —                   |
| General Güemes         | 2                   | 2                   | 1                   | —                   |
| General San Martín     | 6                   | 3                   | 1                   | 1                   |
| Guachipas              | 1                   | 1                   | 1                   | —                   |
| Iruya                  | 1                   | —                   | 1                   | 1                   |
| La Caldera             | 1                   | 1                   | 1                   | —                   |
| La Candelaria          | 1                   | 1                   | 1                   | 1                   |
| La Poma                | 1                   | 1                   | 1                   | —                   |
| La Viña                | 1                   | 1                   | 1                   | 1                   |
| Los Andes              | 1                   | 1                   | 1                   | —                   |
| Metán                  | 3                   | —                   | 1                   | 1                   |
| Molinos                | 1                   | 1                   | 1                   | —                   |
| Orán                   | 6                   | 3                   | 1                   | 1                   |
| Rivadavia              | 2                   | —                   | 1                   | 1                   |
| Rosario de la Frontera | 2                   | —                   | 1                   | 1                   |
| Rosario de Lerma       | 2                   | 2                   | 1                   | —                   |
| San Carlos             | 1                   | 1                   | 1                   | —                   |
| Santa Victoria         | 1                   | 1                   | 1                   | 1                   |
| Total                  | 60                  | 30                  | 23                  | 11                  |

## Resultados

### Gobernador y vicegobernador
| Fórmula                 | Fórmula                | Partido               | Partido                                   | Votos   | %     |
| Gobernador              | Vicegobernador         | Partido               | Partido                                   | Votos   | %     |
| ----------------------- | ---------------------- | --------------------- | ----------------------------------------- | ------- | ----- |
| Juan Manuel Urtubey     | Andrés Zottos          |                       | Convergencia Salteña                      | 235.755 | 46,39 |
| Walter Wayar            | Javier David           |                       | Frente Justicialista para la Victoria     | 229.665 | 45,19 |
| Fanny Velarde           | Nicolás Zenteno        |                       | Partido Propuesta Salteña                 | 12.596  | 2,48  |
| Alberto Espeche         | Fernando de San Román  |                       | Concertación Salteña                      | 10.278  | 2,02  |
| Claudio del Plá         | Gabriela Cerrano       |                       | Partido del Obrero                        | 10.173  | 2,00  |
| Eduardo López           | David Gutérrez         |                       | Partido Nueva Generación                  | 4.345   | 0,85  |
| Leonardo Juárez         | Lucio Yazlle           |                       | Encuentro Popular Amplio (PCA - PS)       | 2.006   | 0,39  |
| Carlos Fernández        | Isabel Conesa          |                       | Movimiento Socialista de los Trabajadores | 1.342   | 0,26  |
| Dardo Verchán           | Víctor Chalup          |                       | Movimiento Popular Salteño                | 1.119   | 0,22  |
| Carlos Alfredo Herrando | Alejandra Elena Vittar |                       | Partido Humanista                         | 935     | 0,18  |
| Votos positivos         | Votos positivos        | Votos positivos       | Votos positivos                           | 508.214 | 94,03 |
| Votos en blanco         | Votos en blanco        | Votos en blanco       | Votos en blanco                           | 29.130  | 9,39  |
| Votos nulos             | Votos nulos            | Votos nulos           | Votos nulos                               | 3.151   | 0,58  |
| Participación           | Participación          | Participación         | Participación                             | 540.495 | 72,23 |
| Electores registrados   | Electores registrados  | Electores registrados | Electores registrados                     | 752.322 | 100   |
| Fuente:                 |                        |                       |                                           |         |       |

### Cámara de Diputados
| ← 2005 · Cámara de Diputados · 2009 →       | ← 2005 · Cámara de Diputados · 2009 →       | ← 2005 · Cámara de Diputados · 2009 →       | ← 2005 · Cámara de Diputados · 2009 → | ← 2005 · Cámara de Diputados · 2009 → | ← 2005 · Cámara de Diputados · 2009 → |
| Partido                                     | Partido                                     | Partido                                     | Votos                                 | %                                     | Bancas                                |
| ------------------------------------------- | ------------------------------------------- | ------------------------------------------- | ------------------------------------- | ------------------------------------- | ------------------------------------- |
|                                             |                                             | Frente Justicialista para la Victoria       | 136.811                               | 35,69                                 | 17/30                                 |
|                                             | Partido Conservador Popular                 | 16.482                                      | 4,30                                  | 1/30                                  |                                       |
|                                             | Unión Victoria Popular                      | 10.104                                      | 2,64                                  |                                       |                                       |
|                                             | Movimiento Regional del Pueblo              | 9.151                                       | 2,39                                  | 1/30                                  |                                       |
| Total Frente Justicialista para la Victoria | Total Frente Justicialista para la Victoria | Total Frente Justicialista para la Victoria | 172.548                               | 45,01                                 | 19/30                                 |
|                                             |                                             | Convergencia Salteña                        | 103.782                               | 27,07                                 | 9/30                                  |
|                                             | Frente Grande                               | 23.866                                      | 6,23                                  | 1/30                                  |                                       |
|                                             | Corriente Patria Libre                      | 19.110                                      | 4,99                                  | 1/30                                  |                                       |
|                                             | Vecinos Unidos                              | 8.861                                       | 2,31                                  |                                       |                                       |
| Total Convergencia Salteña                  | Total Convergencia Salteña                  | Total Convergencia Salteña                  | 155.619                               | 40,60                                 | 11/30                                 |
|                                             | Partido Propuesta Salteña                   | Partido Propuesta Salteña                   | 14.882                                | 3,88                                  |                                       |
|                                             | Partido del Obrero                          | Partido del Obrero                          | 13.107                                | 3,42                                  |                                       |
|                                             | Concertación Salteña                        | Concertación Salteña                        | 12.232                                | 3,19                                  |                                       |
|                                             | Partido Demócrata Cristiano                 | Partido Demócrata Cristiano                 | 6.038                                 | 1,58                                  |                                       |
|                                             | Partido Nueva Generación                    | Partido Nueva Generación                    | 3.451                                 | 0,90                                  |                                       |
|                                             | Encuentro Popular Amplio                    | Encuentro Popular Amplio                    | 1.978                                 | 0,52                                  |                                       |
|                                             | Movimiento Socialista de los Trabajadores   | Movimiento Socialista de los Trabajadores   | 1.498                                 | 0,39                                  |                                       |
|                                             | Movimiento Popular Salteño                  | Movimiento Popular Salteño                  | 1.052                                 | 0,27                                  |                                       |
|                                             | Partido Humanista                           | Partido Humanista                           | 879                                   | 0,23                                  |                                       |
|                                             | Movimiento Futura República                 | Movimiento Futura República                 | 43                                    | 0,01                                  |                                       |
| Votos positivos                             | Votos positivos                             | Votos positivos                             | 383.327                               | 86,15                                 |                                       |
| Votos en blanco                             | Votos en blanco                             | Votos en blanco                             | 59.168                                | 13,30                                 |                                       |
| Votos nulos                                 | Votos nulos                                 | Votos nulos                                 | 2.456                                 | 0,55                                  |                                       |
| Participación                               | Participación                               | Participación                               | 444.951                               | 74,12                                 |                                       |
| Electores registrados                       | Electores registrados                       | Electores registrados                       | 600.276                               | 100                                   |                                       |
| Fuente:                                     |                                             |                                             |                                       |                                       |                                       |

#### Resultados por departamento
| Capital 9 Diputados            | Capital 9 Diputados                       | Capital 9 Diputados | Capital 9 Diputados | Capital 9 Diputados |
| Partido                        | Partido                                   | Votos               | %                   | Bancas              |
| ------------------------------ | ----------------------------------------- | ------------------- | ------------------- | ------------------- |
|                                | Frente Justicialista para la Victoria     | 62.260              | 30,44               | 4/9                 |
|                                | Convergencia Salteña                      | 31.143              | 15,23               | 2/9                 |
|                                | Frente Grande                             | 20.840              | 10,19               | 1/9                 |
|                                | Corriente Patria Libre                    | 19.110              | 9,34                | 1/9                 |
|                                | Partido Conservador Popular               | 16.482              | 8,06                | 1/9                 |
|                                | Partido Propuesta Salteña                 | 12.056              | 5,90                |                     |
|                                | Partido del Obrero                        | 10.969              | 5,36                |                     |
|                                | Vecinos Unidos                            | 8.861               | 4,33                |                     |
|                                | Unión Victoria Popular                    | 5.973               | 2,92                |                     |
|                                | Concertación Salteña                      | 5.773               | 2,82                |                     |
|                                | Partido Nueva Generación                  | 3.451               | 1,69                |                     |
|                                | Partido Demócrata Cristiano               | 3.340               | 1,63                |                     |
|                                | Encuentro Popular Amplio                  | 1.564               | 0,76                |                     |
|                                | Movimiento Socialista de los Trabajadores | 1.175               | 0,57                |                     |
|                                | Movimiento Popular Salteño                | 876                 | 0,43                |                     |
|                                | Partido Humanista                         | 631                 | 0,31                |                     |
| Votos positivos                | Votos positivos                           | 204.504             | 86,47               |                     |
| Votos en blanco                | Votos en blanco                           | 30.453              | 12,88               |                     |
| Votos nulos                    | Votos nulos                               | 1.542               | 0,65                |                     |
| Participación                  | Participación                             | 236.499             | 72,88               |                     |
| Electores registrados          | Electores registrados                     | 324.500             | 100                 |                     |
| Cerrillos 2 Diputados          |                                           |                     |                     |                     |
| Partido                        | Partido                                   | Votos               | %                   | Bancas              |
|                                | Frente Justicialista para la Victoria     | 6.177               | 52,29               | 1/2                 |
|                                | Convergencia Salteña                      | 3.193               | 27,03               | 1/2                 |
|                                | Concertación Salteña                      | 1.540               | 13,04               |                     |
|                                | Partido Propuesta Salteña                 | 752                 | 6,37                |                     |
|                                | Partido Demócrata Cristiano               | 88                  | 0,74                |                     |
|                                | Movimiento Popular Salteño                | 64                  | 0,54                |                     |
| Votos positivos                | Votos positivos                           | 11.814              | 82,36               |                     |
| Votos en blanco                | Votos en blanco                           | 2.434               | 16,97               |                     |
| Votos nulos                    | Votos nulos                               | 97                  | 0,68                |                     |
| Participación                  | Participación                             | 14.345              | 77,17               |                     |
| Electores registrados          | Electores registrados                     |                     | 100                 |                     |
| General Güemes 2 Diputados     |                                           |                     |                     |                     |
| Partido                        | Partido                                   | Votos               | %                   | Bancas              |
|                                | Movimiento Regional del Pueblo            | 7.307               | 39,81               | 1/2                 |
|                                | Frente Justicialista para la Victoria     | 5.004               | 27,27               | 1/2                 |
|                                | Convergencia Salteña                      | 2.152               | 11,73               |                     |
|                                | Frente Grande                             | 1.846               | 10,06               |                     |
|                                | Concertación Salteña                      | 1.649               | 8,98                |                     |
|                                | Partido del Obrero                        | 145                 | 0,79                |                     |
|                                | Partido Propuesta Salteña                 | 124                 | 0,68                |                     |
|                                | Movimiento Popular Salteño                | 55                  | 0,30                |                     |
|                                | Encuentro Popular Amplio                  | 47                  | 0,26                |                     |
|                                | Movimiento Socialista de los Trabajadores | 24                  | 0,13                |                     |
| Votos positivos                | Votos positivos                           | 18.353              | 84,60               |                     |
| Votos en blanco                | Votos en blanco                           | 3.226               | 14,87               |                     |
| Votos nulos                    | Votos nulos                               | 116                 | 0,53                |                     |
| Participación                  | Participación                             | 21.695              | 73,61               |                     |
| Electores registrados          | Electores registrados                     | 29.471              | 100                 |                     |
| General San Martín 3 Diputados |                                           |                     |                     |                     |
| Partido                        | Partido                                   | Votos               | %                   | Bancas              |
|                                | Convergencia Salteña                      | 29.695              | 52,95               | 2/3                 |
|                                | Frente Justicialista para la Victoria     | 19.182              | 34,20               | 1/3                 |
|                                | Unión Victoria Popular                    | 3.762               | 6,71                |                     |
|                                | Concertación Salteña                      | 1.917               | 3,42                |                     |
|                                | Partido del Obrero                        | 1.058               | 1,89                |                     |
|                                | Partido Propuesta Salteña                 | 231                 | 0,41                |                     |
|                                | Movimiento Socialista de los Trabajadores | 150                 | 0,27                |                     |
|                                | Partido Humanista                         | 87                  | 0,16                |                     |
| Votos positivos                | Votos positivos                           | 56.082              | 84,80               |                     |
| Votos en blanco                | Votos en blanco                           | 9.836               | 14,87               |                     |
| Votos nulos                    | Votos nulos                               | 218                 | 0,33                |                     |
| Participación                  | Participación                             | 66.136              | 67,53               |                     |
| Electores registrados          | Electores registrados                     | 97.935              | 100                 |                     |
| Guachipas 1 Diputado           |                                           |                     |                     |                     |
| Partido                        | Partido                                   | Votos               | %                   | Bancas              |
|                                | Frente Justicialista para la Victoria     | 1.267               | 65,99               | 1/1                 |
|                                | Convergencia Salteña                      | 647                 | 33,70               |                     |
|                                | Concertación Salteña                      | 6                   | 0,31                |                     |
| Votos positivos                | Votos positivos                           | 1.920               | 96,19               |                     |
| Votos en blanco                | Votos en blanco                           | 66                  | 3,31                |                     |
| Votos nulos                    | Votos nulos                               | 10                  | 0,50                |                     |
| Participación                  | Participación                             | 1996                | 78,37               |                     |
| Electores registrados          | Electores registrados                     | 2.547               | 100                 |                     |
| La Caldera 1 Diputado          |                                           |                     |                     |                     |
| Partido                        | Partido                                   | Votos               | %                   | Bancas              |
|                                | Frente Justicialista para la Victoria     | 2.023               | 51,45               | 1/1                 |
|                                | Convergencia Salteña                      | 1.305               | 33,19               |                     |
|                                | Frente Grande                             | 470                 | 11,95               |                     |
|                                | Partido del Obrero                        | 91                  | 2,31                |                     |
|                                | Movimiento Futura República               | 43                  | 1,09                |                     |
| Votos positivos                | Votos positivos                           | 3.932               | 86,72               |                     |
| Votos en blanco                | Votos en blanco                           | 582                 | 12,84               |                     |
| Votos nulos                    | Votos nulos                               | 20                  | 0,44                |                     |
| Participación                  | Participación                             | 4.534               | 79,56               |                     |
| Electores registrados          | Electores registrados                     | 5.699               | 100                 |                     |
| La Candelaria 1 Diputado       |                                           |                     |                     |                     |
| Partido                        | Partido                                   | Votos               | %                   | Bancas              |
|                                | Convergencia Salteña                      | 1.801               | 53,60               | 1/1                 |
|                                | Frente Justicialista para la Victoria     | 1.552               | 46,19               |                     |
|                                | Concertación Salteña                      | 7                   | 0,21                |                     |
| Votos positivos                | Votos positivos                           | 3.360               | 93,44               |                     |
| Votos en blanco                | Votos en blanco                           | 229                 | 6,37                |                     |
| Votos nulos                    | Votos nulos                               | 7                   | 0,19                |                     |
| Participación                  | Participación                             | 3.596               | 82,93               |                     |
| Electores registrados          | Electores registrados                     | 4.336               | 100                 |                     |
| La Poma 1 Diputado             |                                           |                     |                     |                     |
| Partido                        | Partido                                   | Votos               | %                   | Bancas              |
|                                | Frente Justicialista para la Victoria     | 542                 | 55,99               | 1/1                 |
|                                | Convergencia Salteña                      | 426                 | 44,01               |                     |
| Votos positivos                | Votos positivos                           | 968                 | 94,62               |                     |
| Votos en blanco                | Votos en blanco                           | 48                  | 4,69                |                     |
| Votos nulos                    | Votos nulos                               | 7                   | 0,68                |                     |
| Participación                  | Participación                             | 1.023               | 79,30               |                     |
| Electores registrados          | Electores registrados                     | 1.290               | 100                 |                     |
| La Viña 1 Diputado             |                                           |                     |                     |                     |
| Partido                        | Partido                                   | Votos               | %                   | Bancas              |
|                                | Frente Justicialista para la Victoria     | 2.574               | 63,15               | 1/1                 |
|                                | Convergencia Salteña                      | 968                 | 23,75               |                     |
|                                | Concertación Salteña                      | 267                 | 6,55                |                     |
|                                | Partido Propuesta Salteña                 | 267                 | 6,55                |                     |
| Votos positivos                | Votos positivos                           | 4.076               | 90,72               |                     |
| Votos en blanco                | Votos en blanco                           | 388                 | 8,64                |                     |
| Votos nulos                    | Votos nulos                               | 29                  | 0,65                |                     |
| Participación                  | Participación                             | 4.493               | 79,95               |                     |
| Electores registrados          | Electores registrados                     | 5.620               | 100                 |                     |
| Los Andes 1 Diputado           |                                           |                     |                     |                     |
| Partido                        | Partido                                   | Votos               | %                   | Bancas              |
|                                | Frente Justicialista para la Victoria     | 1.828               | 72,00               | 1/1                 |
|                                | Convergencia Salteña                      | 700                 | 27,57               |                     |
|                                | Movimiento Socialista de los Trabajadores | 11                  | 0,43                |                     |
| Votos positivos                | Votos positivos                           | 2.539               | 87,19               |                     |
| Votos en blanco                | Votos en blanco                           | 358                 | 12,29               |                     |
| Votos nulos                    | Votos nulos                               | 15                  | 0,52                |                     |
| Participación                  | Participación                             | 2.912               | 70,90               |                     |
| Electores registrados          | Electores registrados                     | 4.107               | 100                 |                     |
| Molinos 1 Diputado             |                                           |                     |                     |                     |
| Partido                        | Partido                                   | Votos               | %                   | Bancas              |
|                                | Frente Justicialista para la Victoria     | 1.825               | 68,66               | 1/1                 |
|                                | Convergencia Salteña                      | 693                 | 26,07               |                     |
|                                | Concertación Salteña                      | 127                 | 4,78                |                     |
|                                | Partido Humanista                         | 13                  | 0,49                |                     |
| Votos positivos                | Votos positivos                           | 2.658               | 93,76               |                     |
| Votos en blanco                | Votos en blanco                           | 170                 | 6,00                |                     |
| Votos nulos                    | Votos nulos                               | 7                   | 0,25                |                     |
| Participación                  | Participación                             | 2.835               | 74,16               |                     |
| Electores registrados          | Electores registrados                     | 3.823               | 100                 |                     |
| Orán 3 Diputados               |                                           |                     |                     |                     |
| Partido                        | Partido                                   | Votos               | %                   | Bancas              |
|                                | Convergencia Salteña                      | 23.406              | 47,36               | 2/3                 |
|                                | Frente Justicialista para la Victoria     | 23.182              | 46,91               | 1/3                 |
|                                | Partido del Obrero                        | 844                 | 1,71                |                     |
|                                | Partido Propuesta Salteña                 | 763                 | 1,54                |                     |
|                                | Concertación Salteña                      | 657                 | 1,33                |                     |
|                                | Encuentro Popular Amplio                  | 309                 | 0,63                |                     |
|                                | Partido Humanista                         | 148                 | 0,30                |                     |
|                                | Movimiento Socialista de los Trabajadores | 111                 | 0,22                |                     |
| Votos positivos                | Votos positivos                           | 49.420              | 84,69               |                     |
| Votos en blanco                | Votos en blanco                           | 8.672               | 14,86               |                     |
| Votos nulos                    | Votos nulos                               | 263                 | 0,45                |                     |
| Participación                  | Participación                             | 58.355              | 68,54               |                     |
| Electores registrados          | Electores registrados                     | 85.137              | 100                 |                     |
| Rosario de Lerma 2 Diputados   |                                           |                     |                     |                     |
| Partido                        | Partido                                   | Votos               | %                   | Bancas              |
|                                | Convergencia Salteña                      | 5.910               | 39,03               | 1/2                 |
|                                | Frente Justicialista para la Victoria     | 5.522               | 36,47               | 1/2                 |
|                                | Partido Demócrata Cristiano               | 2.610               | 17,24               |                     |
|                                | Partido Propuesta Salteña                 | 668                 | 4,41                |                     |
|                                | Concertación Salteña                      | 289                 | 1,91                |                     |
|                                | Encuentro Popular Amplio                  | 58                  | 0,38                |                     |
|                                | Movimiento Popular Salteño                | 57                  | 0,38                |                     |
|                                | Movimiento Socialista de los Trabajadores | 27                  | 0,18                |                     |
| Votos positivos                | Votos positivos                           | 15.141              | 86,75               |                     |
| Votos en blanco                | Votos en blanco                           | 2.216               | 12,70               |                     |
| Votos nulos                    | Votos nulos                               | 96                  | 0,55                |                     |
| Participación                  | Participación                             | 17.453              | 76,25               |                     |
| Electores registrados          | Electores registrados                     | 22.888              | 100                 |                     |
| San Carlos 1 Diputado          |                                           |                     |                     |                     |
| Partido                        | Partido                                   | Votos               | %                   | Bancas              |
|                                | Frente Justicialista para la Victoria     | 1.305               | 34,84               | 1/1                 |
|                                | Movimiento Regional del Pueblo            | 1.149               | 30,67               |                     |
|                                | Convergencia Salteña                      | 902                 | 24,08               |                     |
|                                | Unión Victoria Popular                    | 369                 | 9,85                |                     |
|                                | Partido Propuesta Salteña                 | 21                  | 0,56                |                     |
| Votos positivos                | Votos positivos                           | 3.746               | 95,05               |                     |
| Votos en blanco                | Votos en blanco                           | 187                 | 4,74                |                     |
| Votos nulos                    | Votos nulos                               | 8                   | 0,20                |                     |
| Participación                  | Participación                             | 3.941               | 77,00               |                     |
| Electores registrados          | Electores registrados                     | 5.118               | 100                 |                     |
| Santa Victoria 1 Diputado      |                                           |                     |                     |                     |
| Partido                        | Partido                                   | Votos               | %                   | Bancas              |
|                                | Frente Justicialista para la Victoria     | 2.568               | 53,34               | 1/1                 |
|                                | Convergencia Salteña                      | 841                 | 17,47               |                     |
|                                | Frente Grande                             | 710                 | 14,75               |                     |
|                                | Movimiento Regional del Pueblo            | 695                 | 14,44               |                     |
| Votos positivos                | Votos positivos                           | 4.814               | 93,69               |                     |
| Votos en blanco                | Votos en blanco                           | 303                 | 5,90                |                     |
| Votos nulos                    | Votos nulos                               | 21                  | 0,41                |                     |
| Participación                  | Participación                             | 5.138               | 65,83               |                     |
| Electores registrados          | Electores registrados                     | 7.805               | 100                 |                     |

### Cámara de Senadores
| ← 2005 · Cámara de Senadores · 2009 →       | ← 2005 · Cámara de Senadores · 2009 →       | ← 2005 · Cámara de Senadores · 2009 →       | ← 2005 · Cámara de Senadores · 2009 → | ← 2005 · Cámara de Senadores · 2009 → | ← 2005 · Cámara de Senadores · 2009 → |
| Partido                                     | Partido                                     | Partido                                     | Votos                                 | %                                     | Bancas                                |
| ------------------------------------------- | ------------------------------------------- | ------------------------------------------- | ------------------------------------- | ------------------------------------- | ------------------------------------- |
|                                             |                                             | Frente Justicialista para la Victoria       | 89.769                                | 45,54                                 | 6/11                                  |
|                                             | Movimiento Regional del Pueblo              | 11.200                                      | 5,68                                  | 2/11                                  |                                       |
|                                             | Unión Victoria Popular                      | 188                                         | 0,10                                  |                                       |                                       |
| Total Frente Justicialista para la Victoria | Total Frente Justicialista para la Victoria | Total Frente Justicialista para la Victoria | 101.157                               | 51,32                                 | 8/11                                  |
|                                             |                                             | Convergencia Salteña                        | 81.566                                | 41,38                                 | 3/11                                  |
|                                             | Frente Grande                               | 4.162                                       | 2,11                                  |                                       |                                       |
| Total Convergencia Salteña                  | Total Convergencia Salteña                  | Total Convergencia Salteña                  | 85.728                                | 43,49                                 | 3/11                                  |
|                                             | Concertación Salteña                        | Concertación Salteña                        | 5.537                                 | 2,81                                  |                                       |
|                                             | Partido del Obrero                          | Partido del Obrero                          | 1.903                                 | 0,97                                  |                                       |
|                                             | Partido Propuesta Salteña                   | Partido Propuesta Salteña                   | 1.556                                 | 0,79                                  |                                       |
|                                             | Encuentro Popular Amplio                    | Encuentro Popular Amplio                    | 467                                   | 0,24                                  |                                       |
|                                             | Partido Humanista                           | Partido Humanista                           | 321                                   | 0,16                                  |                                       |
|                                             | Movimiento Socialista de los Trabajadores   | Movimiento Socialista de los Trabajadores   | 268                                   | 0,17                                  |                                       |
|                                             | Partido Demócrata Cristiano                 | Partido Demócrata Cristiano                 | 91                                    | 0,05                                  |                                       |
|                                             | Movimiento Popular Salteño                  | Movimiento Popular Salteño                  | 74                                    | 0,04                                  |                                       |
| Votos positivos                             | Votos positivos                             | Votos positivos                             | 197.102                               | 86,09                                 |                                       |
| Votos en blanco                             | Votos en blanco                             | Votos en blanco                             | 30.920                                | 13,51                                 |                                       |
| Votos nulos                                 | Votos nulos                                 | Votos nulos                                 | 928                                   | 0,41                                  |                                       |
| Participación                               | Participación                               | Participación                               | 228.950                               | 70,42                                 |                                       |
| Electores registrados                       | Electores registrados                       | Electores registrados                       | 325.115                               | 100                                   |                                       |
| Fuente:                                     |                                             |                                             |                                       |                                       |                                       |

#### Resultados por departamento
| Anta 1 Senador                   | Anta 1 Senador                            | Anta 1 Senador | Anta 1 Senador | Anta 1 Senador |
| Partido                          | Partido                                   | Votos          | %              | Bancas         |
| -------------------------------- | ----------------------------------------- | -------------- | -------------- | -------------- |
|                                  | Movimiento Regional del Pueblo            | 8.974          | 36,26          | 1/1            |
|                                  | Frente Justicialista para la Victoria     | 8.872          | 35,84          |                |
|                                  | Convergencia Salteña                      | 6.475          | 26,16          |                |
|                                  | Concertación Salteña                      | 431            | 1,74           |                |
| Votos positivos                  | Votos positivos                           | 24.752         | 94,17          |                |
| Votos en blanco                  | Votos en blanco                           | 1.423          | 5,41           |                |
| Votos nulos                      | Votos nulos                               | 108            | 0,41           |                |
| Participación                    | Participación                             | 26.283         | 73,90          |                |
| Electores registrados            | Electores registrados                     | 35.566         | 100            |                |
| Cerrillos 1 Senador              |                                           |                |                |                |
| Partido                          | Partido                                   | Votos          | %              | Bancas         |
|                                  | Frente Justicialista para la Victoria     | 6.325          | 53,55          | 1/1            |
|                                  | Convergencia Salteña                      | 3.345          | 28,32          |                |
|                                  | Concertación Salteña                      | 1.278          | 10,82          |                |
|                                  | Partido Propuesta Salteña                 | 699            | 5,92           |                |
|                                  | Partido Demócrata Cristiano               | 91             | 0,77           |                |
|                                  | Movimiento Popular Salteño                | 74             | 0,63           |                |
| Votos positivos                  | Votos positivos                           | 11.812         | 82,34          |                |
| Votos en blanco                  | Votos en blanco                           | 2.437          | 16,99          |                |
| Votos nulos                      | Votos nulos                               | 96             | 0,67           |                |
| Participación                    | Participación                             | 14.345         | 77,17          |                |
| Electores registrados            | Electores registrados                     | 18.589         | 100            |                |
| General San Martín 1 Senador     |                                           |                |                |                |
| Partido                          | Partido                                   | Votos          | %              | Bancas         |
|                                  | Convergencia Salteña                      | 29.659         | 52,38          | 1/1            |
|                                  | Frente Justicialista para la Victoria     | 24.198         | 42,73          |                |
|                                  | Concertación Salteña                      | 1.503          | 2,65           |                |
|                                  | Partido del Obrero                        | 1.020          | 1,80           |                |
|                                  | Movimiento Socialista de los Trabajadores | 159            | 0,28           |                |
|                                  | Partido Humanista                         | 89             | 0,16           |                |
| Votos positivos                  | Votos positivos                           | 56.628         | 82,62          |                |
| Votos en blanco                  | Votos en blanco                           | 9.261          | 14,00          |                |
| Votos nulos                      | Votos nulos                               | 247            | 0,37           |                |
| Participación                    | Participación                             | 66.136         | 67,53          |                |
| Electores registrados            | Electores registrados                     | 97.935         | 100            |                |
| Iruya 1 Senador                  |                                           |                |                |                |
| Partido                          | Partido                                   | Votos          | %              | Bancas         |
|                                  | Movimiento Regional del Pueblo            | 1.401          | 46,50          | 1/1            |
|                                  | Frente Justicialista para la Victoria     | 860            | 28,54          |                |
|                                  | Convergencia Salteña                      | 752            | 24,96          |                |
| Votos positivos                  | Votos positivos                           | 3.013          | 94,45          |                |
| Votos en blanco                  | Votos en blanco                           | 161            | 5,05           |                |
| Votos nulos                      | Votos nulos                               | 16             | 0,50           |                |
| Participación                    | Participación                             | 3.190          | 72,20          |                |
| Electores registrados            | Electores registrados                     | 4.418          | 100            |                |
| La Candelaria 1 Senador          |                                           |                |                |                |
| Partido                          | Partido                                   | Votos          | %              | Bancas         |
|                                  | Convergencia Salteña                      | 1.824          | 54,03          | 1/1            |
|                                  | Frente Justicialista para la Victoria     | 1.546          | 45,79          |                |
|                                  | Concertación Salteña                      | 6              | 0,18           |                |
| Votos positivos                  | Votos positivos                           | 3.376          | 93,88          |                |
| Votos en blanco                  | Votos en blanco                           | 213            | 5,92           |                |
| Votos nulos                      | Votos nulos                               | 7              | 0,19           |                |
| Participación                    | Participación                             | 3.596          | 82,93          |                |
| Electores registrados            | Electores registrados                     | 4.336          | 100            |                |
| La Viña 1 Senador                |                                           |                |                |                |
| Partido                          | Partido                                   | Votos          | %              | Bancas         |
|                                  | Frente Justicialista para la Victoria     | 2.514          | 63,48          | 1/1            |
|                                  | Convergencia Salteña                      | 848            | 21,41          |                |
|                                  | Partido Propuesta Salteña                 | 277            | 6,99           |                |
|                                  | Concertación Salteña                      | 321            | 8,11           |                |
| Votos positivos                  | Votos positivos                           | 3.960          | 88,14          |                |
| Votos en blanco                  | Votos en blanco                           | 504            | 11,22          |                |
| Votos nulos                      | Votos nulos                               | 29             | 0,65           |                |
| Participación                    | Participación                             | 4.493          | 79,95          |                |
| Electores registrados            | Electores registrados                     | 5.620          | 100            |                |
| Metán 1 Senador                  |                                           |                |                |                |
| Partido                          | Partido                                   | Votos          | %              | Bancas         |
|                                  | Convergencia Salteña                      | 8.782          | 52,42          | 1/1            |
|                                  | Frente Justicialista para la Victoria     | 7.224          | 43,12          |                |
|                                  | Concertación Salteña                      | 567            | 3,38           |                |
|                                  | Encuentro Popular Amplio                  | 179            | 1,07           |                |
| Votos positivos                  | Votos positivos                           | 16.752         | 83,04          |                |
| Votos en blanco                  | Votos en blanco                           | 3.326          | 16,49          |                |
| Votos nulos                      | Votos nulos                               | 95             | 0,47           |                |
| Participación                    | Participación                             | 20.173         | 72,77          |                |
| Electores registrados            | Electores registrados                     | 27.720         | 100            |                |
| Orán 1 Senador                   |                                           |                |                |                |
| Partido                          | Partido                                   | Votos          | %              | Bancas         |
|                                  | Frente Justicialista para la Victoria     | 23.216         | 49,30          | 1/1            |
|                                  | Convergencia Salteña                      | 21.249         | 45,12          |                |
|                                  | Partido del Obrero                        | 811            | 1,72           |                |
|                                  | Concertación Salteña                      | 695            | 1,48           |                |
|                                  | Partido Propuesta Salteña                 | 580            | 1,23           |                |
|                                  | Encuentro Popular Amplio                  | 288            | 0,61           |                |
|                                  | Partido Humanista                         | 144            | 0,31           |                |
|                                  | Movimiento Socialista de los Trabajadores | 109            | 0,23           |                |
| Votos positivos                  | Votos positivos                           | 47.092         | 80,70          |                |
| Votos en blanco                  | Votos en blanco                           | 11.001         | 18,85          |                |
| Votos nulos                      | Votos nulos                               | 262            | 0,45           |                |
| Participación                    | Participación                             | 58.355         | 68,54          |                |
| Electores registrados            | Electores registrados                     | 85.137         | 100            |                |
| Rivadavia 1 Senador              |                                           |                |                |                |
| Partido                          | Partido                                   | Votos          | %              | Bancas         |
|                                  | Frente Justicialista para la Victoria     | 6.159          | 53,62          | 1/1            |
|                                  | Frente Grande                             | 4.162          | 36,24          |                |
|                                  | Convergencia Salteña                      | 1.165          | 10,14          |                |
| Votos positivos                  | Votos positivos                           | 11.486         | 95,30          |                |
| Votos en blanco                  | Votos en blanco                           | 551            | 4,57           |                |
| Votos nulos                      | Votos nulos                               | 16             | 0,13           |                |
| Participación                    | Participación                             | 12.053         | 67,37          |                |
| Electores registrados            | Electores registrados                     | 17.892         | 100            |                |
| Rosario de la Frontera 1 Senador |                                           |                |                |                |
| Partido                          | Partido                                   | Votos          | %              | Bancas         |
|                                  | Frente Justicialista para la Victoria     | 6.303          | 46,35          | 1/1            |
|                                  | Convergencia Salteña                      | 6.211          | 45,68          |                |
|                                  | Unión Victoria Popular                    | 188            | 1,38           |                |
|                                  | Concertación Salteña                      | 736            | 5,41           |                |
|                                  | Partido Humanista                         | 88             | 0,65           |                |
|                                  | Partido del Obrero                        | 72             | 0,53           |                |
| Votos positivos                  | Votos positivos                           | 13.598         | 89,53          |                |
| Votos en blanco                  | Votos en blanco                           | 1.561          | 10,28          |                |
| Votos nulos                      | Votos nulos                               | 29             | 0,19           |                |
| Participación                    | Participación                             | 15.188         | 75,57          |                |
| Electores registrados            | Electores registrados                     | 20.097         | 100            |                |
| Santa Victoria 1 Senador         |                                           |                |                |                |
| Partido                          | Partido                                   | Votos          | %              | Bancas         |
|                                  | Frente Justicialista para la Victoria     | 2.552          | 55,08          | 1/1            |
|                                  | Convergencia Salteña                      | 1.256          | 27,11          |                |
|                                  | Movimiento Regional del Pueblo            | 825            | 17,81          |                |
| Votos positivos                  | Votos positivos                           | 4.633          | 90,17          |                |
| Votos en blanco                  | Votos en blanco                           | 482            | 9,38           |                |
| Votos nulos                      | Votos nulos                               | 23             | 0,45           |                |
| Participación                    | Participación                             | 5.138          | 65,83          |                |
| Electores registrados            | Electores registrados                     | 7.805          | 100            |                |